# Grit Jurack
Grit Jurack (Lipcse, 1977. október 22. –) német kézilabdázó.
Grit Jurack a BSV Schönau Leipzignél kezdett kézilabdázni. Második klubjával, a HC Leipziggel kétszeres német bajnok tudott lenni. Ezután külföldre igazolt, két évig a dán Ikast Bording együttesében szerepelt, ahol 2002-ben a dán, és az EHF-kupát is megnyerte. Ezután visszatért a HC Leipzighez egy szezon erejéig.
2004-óta a Viborg HK játékosa. Ezzel a csapattal 2006-ban, német játékosként először, dán bajnok lett, és a Bajnokok Ligájának trófeáját is elhódította.
A német kézilabda-válogatottban 1996. január 23-án debütált az USA ellen. Ő a német válogatott legeredményesebb góllövője, immár több mint 1200-szor vette be az ellenfél kapuját sikeresen.
2007-ben a Franciaországi Világbajnokságon 3. helyezett a német válogatottal. Elnyerte a gólkirálynői címet is 85 góllal.
2012 márciusában lemondta a válogatottságot.

## Sikerei
- Német bajnokság: 2-szeres győztes: 1998, 1999
  - 2-szeres ezüstérmes: 2000, 2001
- Német kupa: 2-szeres győztes: 1996, 2000
- Dán bajnokság: 4-szeres győztes: 2006, 2008, 2009, 2010
- Dán kupa: 4-szeres győztes: 2002, 2006, 2007, 2008
- EHF Bajnokok Ligája: 3-szoros győztes: 2006, 2009, 2010
- EHF-kupa: 1-szeres győztes: 2002
- Világbajnokság: 2-szeres bronzérmes: 1997, 2007
- Olimpia: 6. helyezett: 1996